# Егоров, Вячеслав Петрович
Вячесла́в Петро́вич Его́ров (14 [27] января 1908, с. Дубосище, Ельнинский уезд — 16 октября 1986, Свердловск) — начальник Свердловской железной дороги (1956—1972), Герой Социалистического Труда (1959), Почётный железнодорожник, участник Великой Отечественной войны.

## Биография
Родился 27 января 1908 года в селе Дубосище (ныне — Глинковский район Смоленской области) в крестьянской семье. В 1926 году переехал в Саратов, где устроился на работу слесарем-котельщиком паровозного депо Саратова. Одновременно учился в профшколе.
С 1928 по 1934 год работал на железнодорожной станции Ртищево вначале слесарем депо, затем помощником машиниста, помощником начальника депо, заместителем начальника станции по тяге, паровозным машинистом, нормировщиком, начальником отдела труда, заместителем начальника участка тяги. В сентябре 1934 года его перевели на станцию Пенза заместителем начальника депо.
С 1934 по 1937 год обучался в Военно-транспортной академии, после окончания которой работал дорожным ревизором по безопасности движения, вначале на железной дороге имени В. В. Куйбышева, затем — на Белорусской железной дороге.
В декабре 1937 года В. П. Егорова назначили на должность начальника Северо-Донецкой железной дороги. В декабре 1939 года он был введён в состав Коллегии Народного Комиссариата путей сообщения и назначен начальником вначале Центрального грузового управления, затем — управления паровозного хозяйства. В сентябре 1940 года назначен на должность начальника Управления дорог южного направления.
В мае 1941 года Вячеслава Петровича назначили на должность заместителя Народного Комиссара путей сообщения и Главным ревизором НКПС по безопасности движения. В июне того же года он становится Уполномоченным НКПС по Западному фронту. В августе 1941 года во время бомбёжки под Вязьмой Егоров был тяжело контужен.
В январе 1942 года был Членом Военного Совета Юго-Западного фронта и одновременно — Уполномоченным НКПС по Юго-Западному фронту. С апреля того же года его назначили на должность начальника Ленинской железной дороги с сохранением ранга заместителя Наркома путей сообщения.
С января по декабрь 1944 года В. П. Егоров работал начальником Западной железной дороги, затем до октября 1945 — начальником Томской железной дороги. В октябре 1945 года переведен в Свердловск, где он организовал и возглавил Урало-Сибирский округ железных дорог, включивший в себя Томскую, Омскую, Карагандинскую, Южно-Уральскую, Пермскую и Свердловскую железные дороги. В 1951 году В. П. Егорова назначили на должность Постоянного уполномоченного Министерства путей сообщения по железным дорогам Урала и Сибири; одновременно он был введён в Состав Коллегии МПС.
С мая 1956 по сентябрь 1972 года Вячеслав Петрович Егоров работал начальником Свердловской железной дороги. Был членом Свердловского обкома КПСС, депутатом Областного Совета народных депутатов, являлся делегатом XVIII, XXI и XXII съездов КПСС.
Умер 16 октября 1986 в Свердловске. Похоронен на Широкореченском кладбище.

## Награды
- Герой Социалистического Труда (1959)
- Четыре ордена Ленина (в том числе в 1939 и 1944; 29.07.1945[2])
- Орден Отечественной войны 1-й степени (06.04.1985)[3]
- Два ордена Трудового Красного Знамени
- Орден Красной Звезды (21.07.1942)[4]
- Медали
- Почётный железнодорожник